# Bozzole
Bozzole (Bòssli in piemontese) è un comune italiano di 314 abitanti della provincia di Alessandria, in Piemonte.

## Storia

### Simboli
Lo stemma del comune di Bozzole è stato concesso con regio decreto del 3 maggio 1931, RR.LL.PP. del 28 gennaio 1932.

## Società

### Evoluzione demografica
Abitanti censiti

## Amministrazione
Di seguito è presentata una tabella relativa alle amministrazioni che si sono succedute in questo comune.
| Periodo        | Periodo        | Primo cittadino  | Partito                           | Carica  | Note  |
| -------------- | -------------- | ---------------- | --------------------------------- | ------- | ----- |
| 3 luglio 1985  | 29 maggio 1990 | Pietro Mortarino | Democrazia Cristiana              | Sindaco | [ 7 ] |
| 29 maggio 1990 | 24 aprile 1995 | Pietro Mortarino | Democrazia Cristiana              | Sindaco | [ 7 ] |
| 24 aprile 1995 | 14 giugno 1999 | Pietro Montarino | centro                            | Sindaco | [ 7 ] |
| 14 giugno 1999 | 14 giugno 2004 | Marco Marchisio  | lista civica                      | Sindaco | [ 7 ] |
| 14 giugno 2004 | 8 giugno 2009  | Marco Marchisio  | lista civica                      | Sindaco | [ 7 ] |
| 8 giugno 2009  | 26 maggio 2014 | Ugo Baldi        | lista civica: Due spighe di grano | Sindaco | [ 7 ] |
| 26 maggio 2014 | 26 maggio 2019 | Ugo Baldi        | lista civica: Due spighe di grano | Sindaco | [ 7 ] |
| 26 maggio 2019 | 9 giugno 2024  | Ugo Baldi        | lista civica: Due spighe di grano | Sindaco | [ 7 ] |
| 9 giugno 2024  | in carica      | Ugo Baldi        | lista civica: Due spighe di grano | Sindaco | [ 7 ] |